# Клакстон, Маршалл

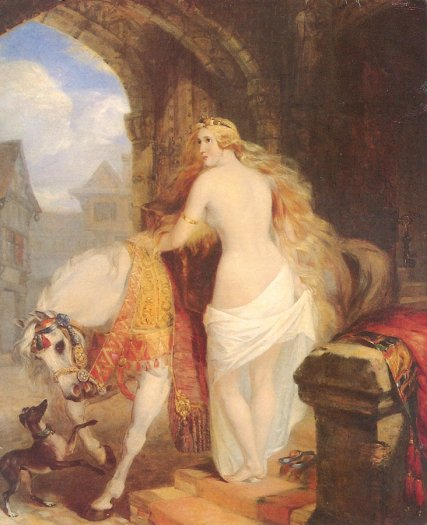
Леди Годива (примерно 1850 год)

Маршалл Клакстон (англ. Marshall Claxton, 1811—1881) — британский художник, работавший в разных жанрах.
Клакстон родился в Болтоне, в Ланкашире. Он был сыном методиста, преподобного Маршалла Клакстона, и его жены Дианы. Клакстон учился у Джона Джексона, и, позднее, в школе Королевской Академии, которую он закончил в 26 апреля 1831 года.
Первой его картиной в Королевской Академии в 1832 году был портрет его отца. В последующие годы на выставках Академии выставлялись 30 его работ. В 1834 году он получил первую медаль художественной школы, а в 1835 году он за портрет сэра Эстли Купера получил золотую медаль Художественного общества. С 1837 по 1842 годы он работал в Италии, и по возвращении в Лондон получил приз в 100 фунтов стерлингов за картину «Alfred the Great in the Camp of the Danes».
В 1850 году Клакстон поехал в Сидней с большой коллекцией картин, но не преуспел в их продаже. В Сиднее он пишет большую картину «Suffer little children to come unto me» по заказу баронессы Бердетт-Кутс. В Household Words картина была описана как первая важная картина, написанная в Австралии.
В сентябре 1854 года Клакстон уезжает из Сиднея в Калькутту, где продаёт несколько своих картин. В 1858 году он через Египет вернулся в Англию, и после долгой болезни умер в Лондоне 28 июля 1881 года.
Он был женат, и у него было две дочери, Аделаида и Флоренс. Обе они стали художницами и выставлялись в Королевской Академии между 1859 и 1867 годами.
Картина Клакстона «General View of the Harbour and City of Sydney» находится в Королевской коллекции Англии, две его картины — в коллекции Дикинсона в Художественной галерее Нью Саут Уэльс в Сиднее. Его портреты епископа Уильяма Броухтона и Дина Коупера находятся в Колледже святого Павла Университета Сиднея, а в Королевской школе Парраматты находится его портрет Роберта Форреста. Его «Годива» — в Художественной галерее Херберта, и у него есть работы в Музее и художественной галерее Дерби и Музее Виктории и Альберта.